# 液体窒素

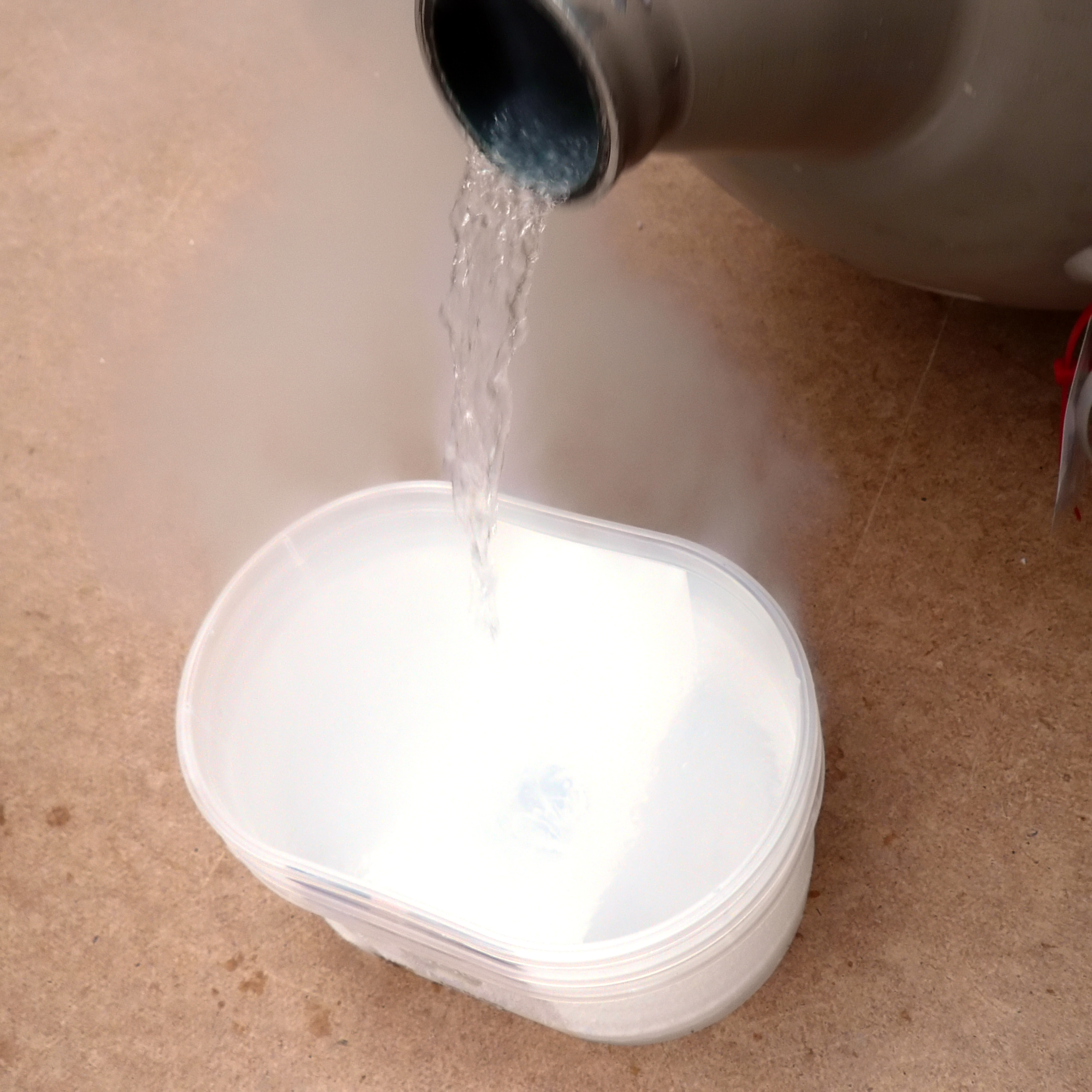
液体窒素

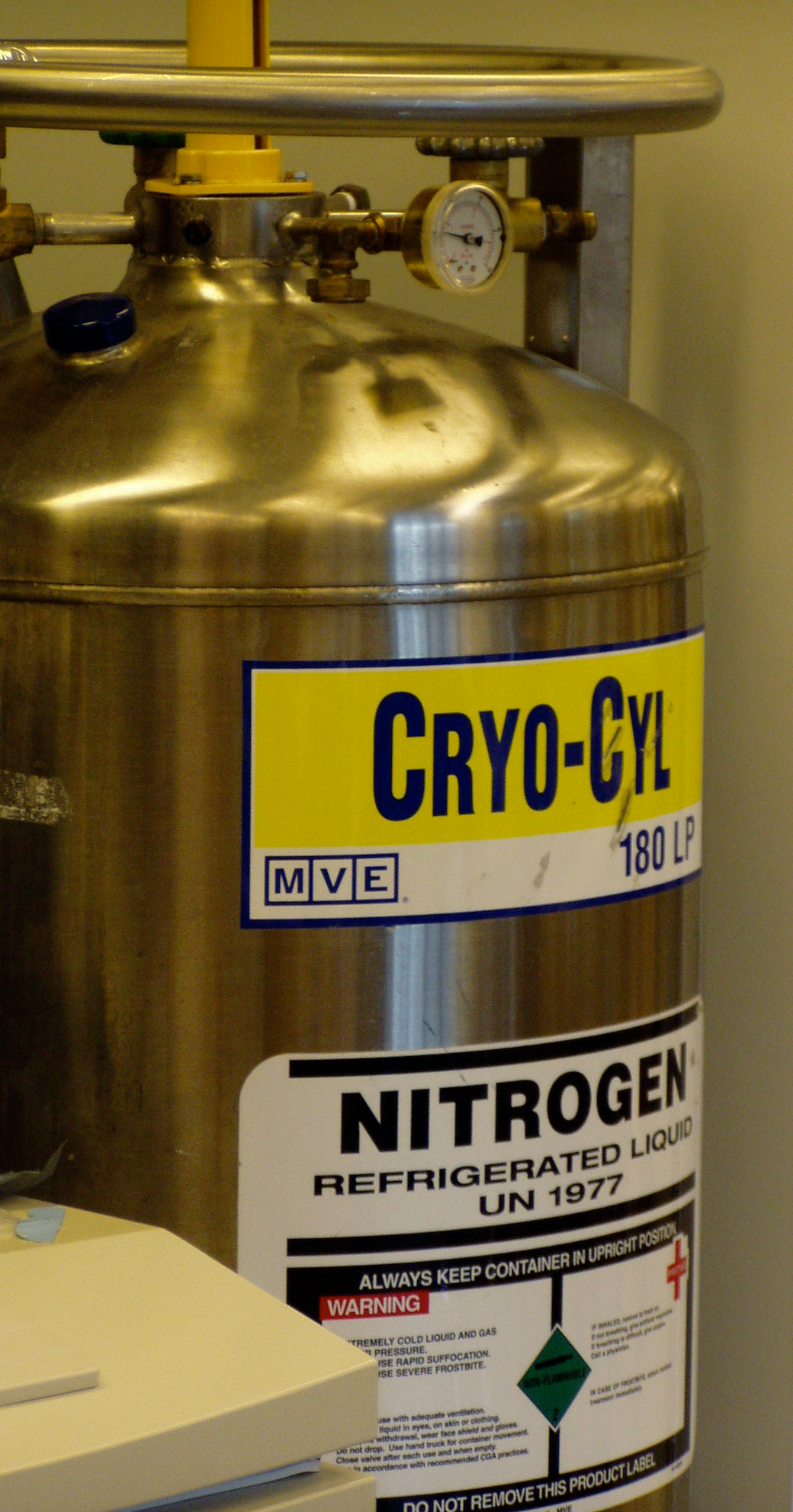
冷凍装置へ冷却剤を補給する (実験室のサンプルを−150℃程度で保管する)ための液体窒素のタンク。

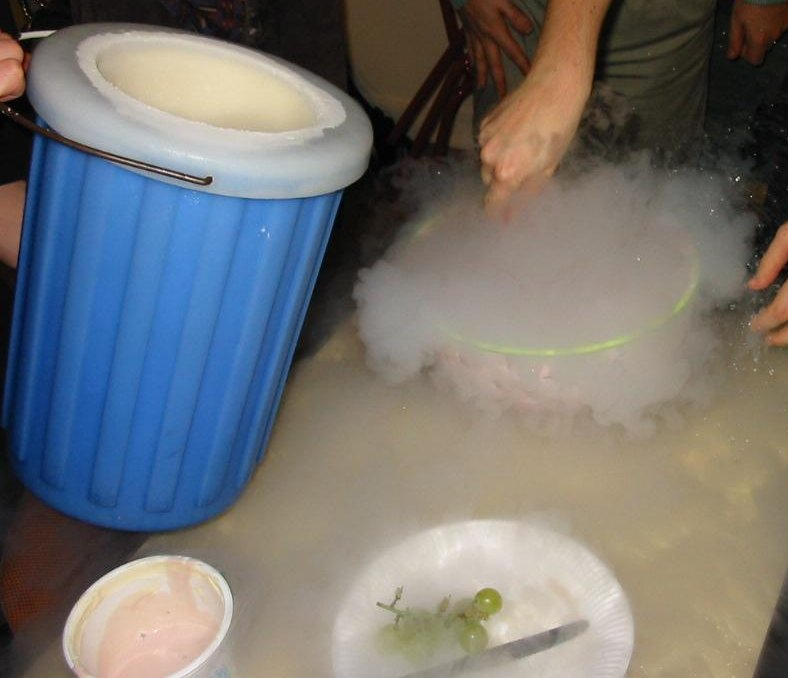
学生が液体窒素で自家製アイスクリームを作ろうとしている。

液体窒素（えきたいちっそ、英: liquid nitrogen）は、冷却された窒素の液体である。液化窒素とも呼ばれ液化空気の分留により工業的に大量に製造される。純粋な窒素が液相状態になったものである（液体の密度は三重点で0.807 g/mL）。

## 解説
液体窒素は冷却剤として使用される液体で、生体組織に付着すると容易に凍傷を引き起こし、また密閉空間で急激に気化させると酸素欠乏症に陥るので慎重な取り扱いが必要である。周囲の熱を断熱することで、液体窒素は目に見えるような蒸発による損失をともなうことなく貯蔵あるいは輸送ができる。
1883年4月15日に、ポーランドの物理学者、ジグムント・ヴルブレフスキとカロル・オルシェフスキらによって、ヤギェウォ大学で初めて液化された。
日本では取り扱いに際し、酸素欠乏危険作業主任者資格が必要な場合がある。
触れると一瞬で凍り付いたり凍傷になるようなイメージがあるが、実際には1 - 2秒くらい触れる程度であれば凍傷になることはない。

## 製造方法
空気（大気）中の窒素ガスを原料とし、空気を冷凍サイクルにより液化する。なお、ホコリ、水分、二酸化炭素 (CO2) は冷却中に除去し、温度差を利用し窒素以外（主に酸素）の成分を分離し液体窒素を得る。

## 応用
液体窒素はコンパクトで、高圧装置なしで輸送可能な窒素ガスの供給源である。その上、水の凝固点を遙かに下回る低温を維持することができ（1気圧下での液体窒素の沸点は77 K, −196 ℃, −320 °F）、おもに使い切りの冷却剤として様々な用途に利用されている。次に示す。
比較的容易に低温が得られるため多くの産業で利用されている。
低温工学分野
- 低温物理学の実験。
- 高温超伝導体の冷却。
- 液体ヘリウム使用装置の冷却。
- BET比表面積測定の実験。

食品
- 缶飲料の液体充填後に缶の残空間に窒素を充填し陽圧化[1]。
- 食品製造において瞬間冷凍や輸送に利用される。

医療分野
- 血液の凍結保存や、生殖細胞(精子や卵子)、生物学的サンプルや素材の保存。
- 将来のよみがえりを期待した、人間やペットの凍結保存。
- 皮膚医療において、いぼや光線性角化症など見苦しかったり癌化の可能性がある新生物を除去するのに利用[注 1]。

電子機器
- 高感度のセンサー[注 2]、ローノイズ増幅器[注 3]やMCT検出器の冷却剤。
- 走査型電子顕微鏡や透過型電子顕微鏡といった電子顕微鏡の素子冷却や冷却トラップに用いられる。
- スーパーコンピュータの中央演算装置や他のコンピューターハードウェア類のオーバークロッキング用（記事 ETAシステムズに詳しい）

土木工事
- 作業の状況によっては配水管を凍らせて作業区域に水があふれるのを阻止する。
- 爆弾、時限爆弾などの処理の際に凍らせて爆発を防止する。この場合は電池を凍らせて起爆装置を無効化している。

(77—276)

## 事故例
ガス漏れによる酸欠、低温による凍傷、低温脆化（特に炭素鋼）、空気（酸素）の液化、液体窒素の急激な膨張による爆発などが報告されている。
- 液体窒素の冷熱を利用してセラミックスとベンゼン等の溶剤を凍結乾燥に、窒素よりも沸点の高い酸素が凝縮され液体酸素（−183 ℃）が生成された。この液体酸素とベンゼンが爆発的に反応し負傷者が生じた。空気中の酸素が凝縮して可燃物と爆発性混合物を生成し爆発した事故であった[5]。
- 液体窒素とジュースの混合液体を飲み、胃破裂[6]。

## 関連法規
- 高圧ガス保安法
- 自加圧型容器など密閉容器は、容器保安規則
- 輸送の場合、航空法、港則法、船舶安全法、道路法
- 労働安全衛生法第76条

## 関連書籍
- 中央労働災害防止協会編 『酸素欠乏危険作業主任者テキスト』 ISBN 978-4-8059-1590-5 C3060
- 沈黙のパレード